# Scared – Endstation Blutbad
Scared – Endstation Blutbad ist ein thailändischer Splatterfilm aus dem Jahr 2005. Das dritte Werk des Regisseurs Pakphum Wonjinda wurde in Thailand am 10. November 2005 veröffentlicht. In Deutschland hatte der Film seine Premiere am 25. Juli 2006 auf dem Münchener Fantasy Filmfest.

## Handlung
An der medienwissenschaftlichen Fakultät einer thailändischen Universität müssen sich die neuen Studenten ungewöhnlichen Initiationsriten unterziehen. Dazu gehört ein Ausflug in einen geheimnisvollen Wald. Zunächst wird der Bus mit den jungen Leuten von einem Wärter gestoppt, der ihnen die Durchfahrt verbietet. Während sich die Studenten in einer Hütte zum Essen treffen und über das weitere Vorgehen streiten, kommt ein Mann zu ihnen, der sie auf eine alternative Route hinweist und sich als Navigator anbietet. Als sie an einem hölzernen Tor anhalten, das angeblich Geister vertreiben soll, werden die Reisenden erstmals unruhig. Bei der Fahrt über eine instabile Holzbrücke stürzt der Bus in einen Fluss und ein Student stirbt. Die Überlebenden streifen auf der Suche nach Hilfe durch den Wald und geraten dabei in tödliche Gefahr.
Drei Jungen setzen sich von der Gruppe ab und kommen nacheinander ums Leben. Das erste Opfer wird von einem herabstürzenden Pfahl erschlagen, der zweite Student bleibt in einem Fluss hängen und wird von einem zerbrochenen Floß durchbohrt, und der dritte wird mit einem dornigen Ast getötet. Die größere Gruppe findet am Waldrand ein verlassenes Dorf und fühlt sich in einem Kiosk mit vollen Regalen vorerst sicher. Ein unbekannter Mörder lässt ihnen allerdings keine Ruhe. Nachdem er zwei Mädchen mit der Seitenscheibe eines Autos und am Fenster einer Toilette enthauptet hat, rast er in den Kiosk und tötet einen Studenten. Ein weiteres weibliches Opfer erliegt einer Kohlenstoffmonoxidvergiftung in einer Telefonzelle.
Ein Student kommt mit drei Kommilitoninnen in eine Fabrikhalle. Dort gerät die Asthmatikerin Ploy in akute Lebensgefahr, weil sie auf der Treppe ihren Inhalator verliert. Während Pat sich um das Mädchen kümmert, wird die andere Studentin beim Versuch, den Inhalator zu holen, vom Mörder zunächst an der Hand verletzt und nach einer Verfolgungsjagd in einem Metallgitter eingequetscht. Der Junge findet jedoch das Gerät, das Ploy im letzten Moment rettet. Als drei andere Studenten versuchen, mit einem Auto zu fliehen, treffen sie auf den Mann, der sie zu Beginn des Ausflugs in den Wald führen wollte. Im Kampf können die Studenten dem Mann ein Auge ausstechen und ihn schließlich mit einer Scheibenegge töten. Doch draußen im Maisfeld wartet bereits der nächste Gegner, der Mew und ihren Kommilitonen mit einer Handkreissäge niedermetzelt, bevor Phii May ihn mit seiner eigenen Waffe umbringt. Phii May fährt mit dem Auto zu den drei Studenten in der Fabrikhalle und sie fliehen gemeinsam, bis ein anderes Auto sie verfolgt und von der Straße schleudert.
Anschließend gerät eine junge Frau im Krankenhaus in Panik, doch als sie an eine Tür klopft, ändert sich plötzlich die Perspektive. Nun ist ein enthusiastischer Moderator zu sehen und es wird klar, dass all die vorangegangenen Ereignisse die Handlung einer makabren Reality-TV-Show waren. Die – teilweise minderjährigen – Zuschauer können per SMS abstimmen, welche der gezeigten Personen als nächste sterben soll, und die Produzenten denken sich möglichst originelle Todesarten aus.

## Hintergrund
Die Idee, mehrere junge Menschen nacheinander auf kuriose Weise sterben zu lassen, wurde bereits erfolgreich in der Filmreihe Final Destination umgesetzt. Der Regisseur von Scared versuchte eine natürliche Ausstrahlung bei seinen Schauspielern zu erreichen, indem er sie erst am Morgen des Drehtages über die jeweilige Handlung informierte.

## Kritik
Bei Kino.de wird der Film gelobt: „Souveräne Inszenierung, reiche Ausstattung und pointierter Gewalteinsatz mit hohem Blutpegel qualifizieren "Scared" zu einem Halloween-Partyfilm par excellence.“
Der Rezensent Dr. Phibes kommt in seinem Review bei OFDb zu einem relativ positiven Eindruck. Abgesehen von Mängeln am Anfang und Ende sei Scared „ein recht netter und sehr kurzweiliger Splatterfilm[...], der zwar zig Szenen aus anderen Vorbildern kopiert, dies aber relativ überzeugend tut. Hinzu kommen teils recht brutale und blutige FX, die man nicht wirklich in einem thailändischen Film vermuten w[ü]rde.“
Die überraschende Enthüllung am Ende des Films wird von vielen Rezensenten negativ kommentiert. Janosch Leuffen bemängelt bei blairwitch.de außerdem „Logiklöcher en masse“ sowie „die üblichen (anscheinend) unumgänglichen Horror-Klischees“, kommt aber zu dem Fazit, dass der Film „[a]ls Fun-Splatter für zwischendurch [...] sehr gut“ funktioniere.
Björn Becher kritisiert bei filmstarts.de, dass der Regisseur sich nicht entscheiden könne, „ob er für Gruselatmosphäre sorgen will oder doch eher einen Funsplatter im Sinn hat. Der Film bietet schließlich keines von beiden voll zufrieden stellend und schon gar keinen gelungenen Mix. Für das richtige Erzeugen einer Gruselatmosphäre verfällt er zu oft in die immer gleichen Standardszenen. Die Momente, die „Scared“ für kurze Zeit zu einem Funsplatter werden lassen [...] sind viel zu rar gesät, um den Film in dieses Genre zu hieven.“